# Caesioperca rasor
Caesioperca rasor är en fiskart som först beskrevs av Richardson, 1839.  Caesioperca rasor ingår i släktet Caesioperca och familjen havsabborrfiskar. Inga underarter finns listade.